# Вороновка (Одесская область)
Вороновка (укр. Воронівка) — село, относится к Лиманскому району Одесской области Украины.
Население по переписи 2001 года составляло 29 человек. Почтовый индекс — 67543. Телефонный код — 4855. Занимает площадь 0,21 км². Код КОАТУУ — 5122780502.

## Местный совет
67543, Одесская обл., Лиманский р-н, с. Визирка, ул. Чапаева, 48